# Armadillidium lagrecai
Armadillidium lagrecai Vandel, 1969 è un crostaceo dell'ordine degli Isopoda, endemico della Grotta Monello (monti Iblei, Sicilia). La sua identificazione all'interno della stessa cavità ha permesso la creazione dell'omonima riserva naturale integrale, che dal 1998 tutela l'isopode e il suo habitat.
L'epiteto specifico è un omaggio all'entomologo italiano Marcello La Greca (1914-2001).